# جاسبر نونيث دي أرثي
جاسبر نونيث دي أرثي (بالإسبانية: Gaspar Núñez de Arce)‏ شاعر وسياسي ونائب برلماني، وُلد في بلد الوليد عام 1834. كتب بعضًا من الأعمال الدرامية مثل حزمة الحطب عام 1872، والتي تناولت حياة الأمير كارلوس أمير أستورياس ابن الملك فيليب الثاني، وهو الموضوع الذي عُولج سابقًا من قبل الكاتب المسرحي الألماني شيلر؛ على الرغم من أن أفضل أعماله كانت من الأشعار والقصائد المطولة.
اعتنى نونيث دي أرثي بالتعبيرات، ولكن في الوقت ذاته ارتسمت قصائده بالتصنع السياسى مثل قصيدة صرخات المنافسة عام 1875، والتي سعى من خلالها إلى الوصول إلى شعر مدني ووطني؛ فيما ارتسمت أخريات بالخطابات ذات الطابع الفلسفي مركزًا على عنصر الشك. وكان يعيبه الإفراط في استخدام البلاغة شديدة السهولة. إضافة إلى ذلك، كتب بعض القصص أو الأساطير المنظومة مثل القصيدة الرعوية عام 1879 والصيد عام 1884 والفيرتيجو عام 1879. وتوفي في مدريد عام 1903.

## روابط خارجية
- جاسبر نونيث دي أرثي على موقع الموسوعة البريطانية (الإنجليزية)
- جاسبر نونيث دي أرثي على موقع ديسكوغز (الإنجليزية)